# Toxoscelus actenodes
Toxoscelus actenodes (лат.) — вид жуков-златок рода Toxoscelus из подсемейства Agrilinae.

## Распространение
Ориентальная область: Филиппины, Leyte Island, Mt. Balocaue (Balocawe).

## Описание
Златки мелкого размера, длина около 5 мм. Самцы: 5,1—6,5 мм (ширина 1,8—2,2 мм). Самки: 5,2—6,5 мм (ширина 2,0—2,2 мм). Покровы тёмные-медные на голове, переднеспинке и дорсолатерально на брюшных вентритах; надкрылья в большинстве своем темно-тускло-бордового цвета с одним чёрным пятном, окруженным тусклой золотой каймой в передней 1/3, затем двумя поперечными, резкими тусклыми золотыми зигзагообразными фасциями впереди и сзади чёрной фасции, которая является наиболее узкой латерально и наиболее широкой в области шва; вентральные покровы блестящие черным со слабым воздушным отражением посередине; дорсальная поверхность сильно пунктирована, голова и переднеспинка на участках бороздчаты; вентральная поверхность более мелко пунктирована, вентриты брюшка со слабыми косыми штрихами; дорсальная поверхность без видимого облачения, вентральная поверхность с очень короткими приподнятыми щетинками на простернальном диске, гипомероне, грудном и брюшном вентритах и бёдрах. Пронотум округлый, с зубчатыми боковыми краями, заострёнными первыми парами бёдер и голеней.

## Систематика
Сходен с Toxoscelus acutipennis, но отличается деталями строения и окраски надкрылий и не имеет резко выступающих вершин надкрылий, как у этого ранее описанного вида. Вид был впервые описан в 2011 году американским энтомологом Чарльзом Беллами (1951—2013) и его японским коллегой Sadahiro Ohmomo (Япония).